# Castello di Casallia
Il castello di Casallia si trova nel territorio comunale di Castiglione della Pescaia, in località Le Case di Vetulonia, alcuni chilometri a valle dell'omonimo centro.

## Storia
Il castello sorse su un piccolo pianoro attorno all'anno mille come struttura conventuale che, nel corso del tempo, venne abbandonata dai monaci e trasformata in struttura fortificata. L'originario complesso dipendeva dalla vicina abbazia di Sestinga e, in seguito all'abbandono, venne acquistato da signori locali che lo trasformarono adibendolo a loro residenza e accettando la sottomissione a Siena a partire dal 1331.
Con la caduta della Repubblica di Siena nella seconda metà del Cinquecento, il castello fu inglobato nel Granducato di Toscana, pur rimanendo sempre di proprietà privata.
Dal Settecento in poi, una serie di interventi di ristrutturazione andati avanti fino al XX secolo ha modificato in buona parte l'originario aspetto medievale.
Il complesso è costituito da un agglomerato di edifici abitativi che si dispongono attorno alla torre. Gran parte degli edifici sono il frutto di interventi di restauro avvenuti in epoche successive, pur avendo mantenuto le strutture murarie in pietra. Tuttavia, la loro particolare disposizione evidenzia le originarie funzioni di convento, lasciando facilmente immaginare la collocazione dell'antica chiesa e quali erano le strutture adibite a celle. L'edificio turriforme, che costituiva la torre campanaria dell'antico complesso religioso, è quello che ha mantenuto pressoché intatto l'originario aspetto di epoca medievale. Si presenta a sezione quadrangolare, con basamento a scarpa cordonato e pareti completamente rivestite in pietra, dove si aprono alcune finestre disposte su tre livelli al di sopra del cordone che delimita superiormente la base. La parte sommitale, coperta da un tetto a 4 spioventi poco pronunciati e rivestiti con i classici mattoni toscani, è il frutto di un rifacimento successivo che ha trasformato definitivamente l'antico campanile nell'attuale torre.